# Tiberius Cavallo
Pour les articles homonymes, voir Cavallo.
Tiberius Cavallo (né le 30 mars 1749 à Naples et mort le 21 décembre 1809 à Londres) est un physicien italien de la fin du XVIIIe et du début du XIXe siècle.

## Biographie
Tiberius Cavallo a inventé le micromètre qui porte son nom, un électromètre, un directeur pour diriger, le fluide électrique. Tiberius Cavallo est devenu membre de la Royal Society le 9 décembre 1779

## Œuvres
Il a publié :
- un Traité complet d'électricité (trad. par l'abbé Augustin-François de Silvestre, Paris, 1785).

On a encore de lui : 
- Essai sur la théorie et la pratique de l'électricité médicale, 1780
- Traité sur la nature et les propriétés de l'air, 1781
- Traité sur le magnétisme, 1787.

### Publications en anglais
- A Complete Treatise on Electricity (1777)
- Treatise on the Nature and Properties of Air and other permanently Elastic Fluids (1781)
- History and Practice of Aerostation (1785)
- Treatise on Magnetism (1787)
- Elements of Natural and Experimental Philosophy (1803)
- Theory and Practice of Medical Electricity (1780)
- Medical Properties of Factitious Air (1798).

## Sources
Marie-Nicolas Bouillet  et Alexis Chassang (dir.), « Tiberius Cavallo » dans Dictionnaire universel d’histoire et de géographie, 1878 (lire sur Wikisource)